# 胭脂水粉
《胭脂水粉》，香港無綫電視翡翠台民初家族倫理電視劇，由陳豪、黎姿、蒙嘉慧及向海嵐領銜主演，並由曹敏莉、陳敏之、商天娥及李國麟聯合演出，監製梅小青。 本劇爲無線電視38週年台慶劇，但由於該劇是由無綫與一間獨立製作公司合作拍攝，無綫只提供演員及街景拍攝場地，而並非由無綫全資拍攝，故在《萬千星輝賀台慶》中被取消資格，無緣獲取獎項。

## 演員表

### 祝家
| 演員   | 角色   | 關係/暱稱 |
| 陳鴻烈 | 祝滿山 | 鏡花堂老闆 祝滿田之兄 路笑顔之夫 祝有成、祝有業、祝明蕙、祝明敏之父 祝有邦之伯父 甯先生之情敌 陳影紅之情夫 李雅仙之大伯 吴先生之连襟 路笑容之姐夫 黎国昌之岳父 宋云裳之家翁 吳以方、吳以正之姨丈 于第19集與祝滿田吵架導致腦溢血去世 |
|        | 路笑顔 | 祝满山之亡妻 祝有成、祝有业、祝明敏之亡母 陈影红之亡情敌 吴先生之亡大姨 路笑容之亡姊 吴以方、吴以正之亡姨妈 祝满田之亡大嫂 祝有邦之亡伯娘 李雅仙之亡妯娌 宋云裳之家婆 黎國昌之亡岳母 已去世 |
| 李國麟 | 祝滿田 | 祝滿山之弟 路小姐之叔仔 李雅仙之夫 祝有邦之父 祝有成、祝有業、祝明蕙、祝明敏之二叔 原永華之乾爹 间接害死祝满山 于第30集大鬧鏡花堂斬傷吳以方後入獄，後患上失心瘋 |
| 商天娥 | 李雅仙 | 祝家當家，後卸任 路笑顔之妯娌 祝滿田之妻 祝有邦之母 祝滿山之弟婦 祝有成、祝有業、祝明蕙、祝明敏之二嬸 于第22集因假冒遺囑簽名被判入獄1年 于第26集提早出獄 |
| 曾偉權 | 祝有成 | 有成 祝滿山、路笑顔之長子 吴先生、路笑容之姨甥 素卿、宋雲裳之夫 祝美亭之父 祝有業、祝明敏之兄 祝明蕙同父異母之兄 祝滿田、李雅仙之侄 祝有邦之堂兄 黎国昌之大舅 吳以方、吳以正之大表哥 于第3集被塌下來的騎樓壓死 |
| 向海嵐 | 宋雲裳 | 祝有成之繼室兼遺孀、祝美亭之母 祝有业、祝明蕙、祝明敏之大嫂 吴以方、吴以正之大表嫂 祝有邦之堂嫂 祝满山、路笑顔之媳 祝满田、李雅仙之侄媳 吴先生、路笑容之姨甥媳 曾患有產前憂鬱症 收買何強綁架祝有業 指使何强殺害李炳 于第25集殺害汪晓晖 於第29集間接令祝明慧小産和打傷黎國昌 于第30集跳河自盡                                                                 |
| 陳 豪  | 祝有業 | 有業 祝滿山、路笑顔之次子 吴先生、路笑容之姨甥 祝有成之弟 祝明蕙同父異母之兄 祝明敏之兄 祝滿田、李雅仙之侄 祝有邦之堂兄 吴路笑容之姨甥 吳以方之二表哥兼男友 黎国昌之二舅 宋云裳之叔仔 吳以正之二表哥 汪曉晴之男友，後分手 於第26集重遇汪曉晴 於第27集得知汪曉晴離開原因及苦衷                                                                                |
| 黎 姿  | 祝明蕙 | 明蕙 祝家當家 祝滿山、陳影紅之女 黎國昌之妻 祝有成、祝有業同父異母之妹 祝明敏同父異母之姊 甯天朗同母異父之姊 祝滿田、李雅仙之姪 祝有邦之堂姊 於第12集成為祝家當家 於第29集被宋雲裳陷害而小產 同集機緣巧合之下發現宋雲裳破壞祝滿山山墳 開始懷疑宋雲裳並發現其沒有準時服用藥物，黎國昌出事後並於眾人面前指控其惡行 於第30集設局宋雲裳令其現出真的目的 再有身孕 |
| 蔣志光 | 黎國昌 | 阿昌 祝明蕙之夫 祝满山、陈影红之女婿 祝满田、李雅仙之侄女婿 祝有邦之堂姐夫 祝有成、祝有业之妹夫 祝明敏、甯天朗之姐夫 於第28集被阮老師設局誤祝明蕙眾人與其有奸情 於第29集委託追蹤阮老師下落，而遭受宋雲裳攻擊昏迷 |
| 敖嘉年 | 祝有邦 | 有邦、阿邦 祝滿田、李雅仙之子 祝满山、路笑顔之侄 祝有成、祝有業、祝明蕙之堂弟 祝明敏之堂兄 于第22集意外觸電後撞死 |
| 曹敏莉 | 祝明敏 | 明敏 祝滿山、路笑顔之幼女 祝有成、祝有業之妹 祝明蕙同父異母之妹 吴先生、路笑容之姨甥女 吳以方之表妹 吴以正之表妹兼女友 祝滿田、李雅仙之姪 祝有邦之堂妹 原永華、汪晓晖之女友，後分手 於第26集因汪曉暉之死而去澳門散心 於第29集與吳以正歸滿園 |
|        | 祝美亭 | 祝滿山、路笑顔之孫女 宋雲裳之女、祝有成之遺腹女 祝有成、祝有業、祝明蕙、祝明敏之侄女 路笑容之姨甥孫女 吳以方、吴以正之表侄女 祝滿田、李雅仙之侄孫女 祝有邦之堂侄女 |

### 吳家
| 演員   | 角色   | 關係/暱稱 |
|        | 吴先生 | 路笑容之夫 吴以方、吴以正之父 祝满山之连襟 路小姐之妹夫 祝有成、祝有业、祝明敏之姨丈 已去世                                                         |
| 盧宛茵 | 路笑容 | 吴先生之妻 祝滿山之姨仔 路笑顔之妹 祝有成、祝有业、祝明敏之姨 吳以方、吳以正之母                                                                    |
| 蒙嘉慧 | 吳以方 | 以方、阿方 吴先生、路笑容之女 吳以正之姊 祝满山、路笑顔之姨甥女 祝有業之表妹兼女友 祝有成之表妹 祝明敏之表姊 於第30集為救祝有業擋刀而受傷           |
| 梁競徽 | 吳以正 | 以正、阿正 吴先生、路笑容之子 吳以方之弟 祝满山、路笑顔之姨甥 祝有成、祝有業之表弟 祝明敏之表哥兼男友 第26集陪同祝明敏去澳門 於第29集與祝明敏歸滿園 |

### 汪家
| 演員   | 角色   | 關係/暱稱 |
| 唐文龍 | 汪曉暉 | 畫家 汪曉晴之兄 祝明敏之男友 于第25集被宋雲裳殺死 （特別演出第22-25集） |
| 陳敏之 | 汪曉晴 | 曉晴 祝有業之女友，後分手 汪曉暉之妹 於第9集登場 於第16集一走了之其下落不明 於第26集重遇祝有業 于第27集提及被何强賣去南洋火坑 於第28集寄宿於滿園 於第30集明白祝有業決定而選擇離開 |

### 其他演員
| 演員   | 角色               | 關係/暱稱 |
| 鄭俊弘 | 甯天朗             | 甯先生、陈影红之子 祝明蕙同母异父之弟 黎国昌之舅仔 |
| 韓馬利 | 陈影红             | 甯先生之妻 祝满山之情妇 祝明蕙、甯天朗之母 路笑顔之情敌 黎国昌之岳母 |
| 郭耀明 | 原永華             | 祝满山之律師 祝明敏之男友，後分手 祝满田之契仔，後反目 林唯本之女婿 林雪兒之夫 间接害死林唯本 於第26集為祝有業時間證人幫助其洗脫嫌疑 於第29集結束本錢及私吞家產與祝滿田反目 於第30集確診患上鼻咽癌，只剩三個月壽命 |
| 羅樂林 | 林唯本             | 百貨富商 林雪儿之父 原永华之岳父 于第26集被原永華陷害跌落樓梯失救而死 |
| 楊施詩 | 林雪兒             | 林唯本之女 原永華之妻，被其利用 |
| 李家鼎 | 何 強              | 受宋雲裳收買，利用汪曉晴綁架祝有業并殺害李炳 于第30集提及在澳门被警方逮捕 |
| 陳霽平 | 阮老師             | 受宋雲裳收買勾引黎國昌 於第28集與宋雲裳當街打鬥撞到祝明蕙跌倒小產 |
| 鍾志光 | 醫 生              | |
| 胡麒豐 | 裴立志             | 林雪兒男友 |
| 鄺佐輝 | 醫 生              | 汪曉晴之主診醫生 |
| 何綺雲 | 護 士              | 第29集 |
| 陳勉良 | 藥材舖東主         | 第10集 |
| 趙靜儀 | 張玉屏             | 「鏡花堂」售貨員 |
| 李啟傑 | 店 主              | 第30集出現 |
| 羅天池 | 银行鄧經理         | 第26集出現 |
| 羅泳嫻 | 區美美             | |
| 伍文生 |                    | |
| 江 暉  | 阿 文              | |
| 張雪芹 | 阿 玲              | |
| 宋芝齡 | 小 桃              | |
| 黃梓瑋 | 小 蓮              | |
| 黃樂兒 | 小 菊              | |
| 鄭世豪 | 記 者              | |
| 許明志 | 記 者              | |
| 霍健邦 | 記 者              | |
| 葉 暐  | 記 者              | |
| 葉凱茵 | 阿 淑              | |
| 關伊彤 | 阿 貞              | |
| 李啟傑 | 路 人/店 主        | |
| 盧永匡 | 路 人              | |
| 李麗麗 | 歡 姐              | |
| 張潔蓮 | 淑 女              | |
| 陳穎姿 | 春 蘭              | |
| 林欣熹 | 茶花麗             | |
| 潘芷蕾 | 茶花詩             | |
| 招石文 | 肥客牛             | 第1集出現 |
| 王基信 | 車伕奇             | |
| 卓 躒  | 車伕榮             | |
| 詹秀君 | 茶 花              | |
| 裘卓能 | 記 者              | |
| 趙敏通 | 阿 金              | |
| 劉天龍 | 阿 銀              | |
| 黃文標 | 阿 材              | |
| 鄧汝超 | 朝 俸              | |
| 楊瑞麟 | 醫 生              | |
| 張貝蒨 | 護 士              | |
| 蔡國慶 | 福 伯              | 第6集出現 |
| 劉桂芳 | 霞 姐              | 第6集出現 |
| 魏惠文 | 阿 添              | 第6集出現 |
| 康 華  | 藍寶燕             | 第8集出現 |
| 凌禮文 | 順 伯              | 第8集出現 |
| 梁健平 | 章公子             | 第8集出現 |
|        | 何奶媽             | |
|        | 裴裁縫             | 第11集出現 |
| 寧 進  | 小 偷              | 第19集出現 |
| 江 漢  | 老 伯              | 第19集出現 |
| 王維德 | 餿水佬             | 第21集出現 |
| 韋家雄 | 戴 廣              | 戴和堂少东 喜欢吴以方 |
| 河國榮 | Mr.Tin             | |
| 郭德信 | 黎編輯             | |
| 邵傳勇 | 李 炳              | 被宋雲裳收買做證人陷害祝有業 後被其指使何強殺害 |
| 古明華 | 漢                 | 曉晴舊恩客 |
| 黎秀英 | 賣花婆婆           | |
| 李珮瑜 | 導遊女郎           | |
| 傅劍虹 | 男 子              | |
| 陳振業 | 醫 生              | |
| 劉可欣 | 護 士              | |
| 劉寶華 | 似晴女子           | |
| 蘇恩磁 | 梁 太              | |
| 楊證樺 | 職 員              | |
| 杜 港  | 職 員              | |
| 徐貫國 | 職 員              | |
| 張國雄 | 職 員              | |
| 張俊平 | 老 闆              | |
| 李子明 | 伙 記              | |
| 許思敏 | 雪                 | |
| 楊健蕙 | 冰                 | |
| 王基信 | 奇                 | |
| 詹秀君 | 護 士              | |
| 邵卓堯 | 偵 探              | |
| 馮素波 | 蘇 太              | |
| 李偉熙 | 小 川              | |
| 黃嘉豪 | 小 豪              | |
| 麥嘉倫 | 超                 | |
| 徐 榮  | 宇、警察（第25集） | |
| 宋憲樺 | 武                 | |
| 余慕蓮 | 包租婆             | |
| 黎銘諾 | 店 員              | |
| 岑宝儿 | 路人               | 市场调查对象 |

## 收視

### 香港收视
以下為本劇於香港無綫電視翡翠台之收視紀錄：
| 週次 | 集數  | 平均收視 | 最高收視 |
| 1    | 01-05 | 27點     | 31點     |
| 2    | 06-10 | 27點     | 30點     |
| 3    | 11-15 | 28點     | 32點     |
| 4    | 16-20 | 30點     | 33點     |
| 5    | 21-25 | 31點     | 34點     |
| 6    | 26-30 | 32點     | 36點     |

### 广州收视
| 月份       | 集数  | 省网  | 市网  | 合计  |
| ---------- | ----- | ----- | ----- | ----- |
| 2005年10月 | 1-11  | 9.82  | 11.61 | 21.43 |
| 2005年11月 | 12-30 | 12.17 | 13.96 | 26.13 |

数据来源：CSM媒介研究

## 外部連結
- 無綫電視官方網頁 - 胭脂水粉
- 無綫電視官方網頁(TVBI) - 胭脂水粉 （页面存档备份，存于）

## 電視節目的變遷
| 香港無綫電視翡翠台 星期一至五 20:00-21:00 時段 | 香港無綫電視翡翠台 星期一至五 20:00-21:00 時段 | 香港無綫電視翡翠台 星期一至五 20:00-21:00 時段 |
| ---------------------------------------------- | ---------------------------------------------- | ---------------------------------------------- |
|                                                | 胭脂水粉 （2005年10月17日－2005年11月25日）    |                                                |
| 翻新大少 （2005年9月12日－2005年10月14日）     | 本草藥王 （2005年11月28日－2005年12月30日）    |                                                |

| 香港無綫電視翡翠台 星期一至五 11:45-12:45 時段                    | 香港無綫電視翡翠台 星期一至五 11:45-12:45 時段                                                                        | 香港無綫電視翡翠台 星期一至五 11:45-12:45 時段 |
| ----------------------------------------------------------------- | --- | ---------------------------------------------- |
|                                                                   | 胭脂水粉 （2009年3月18日－2009年4月30日） 4月10日及4月13日暫停播映                                                    |                                                |
| 阿旺新傳 （2009年1月29日－2009年3月17日） 2月25日及3月5日暫停播映 | 無極 星期五 （2009年5月1日） （10:00 - 12:45） 我的野蠻奶奶 星期一至五 （2009年5月4日－2009年6月1日） 5月28日暫停播映 |                                                |